# Markel Etxeberria
Markel Etxeberria Mendiola (Erandio, 15 febbraio 1995) è un calciatore spagnolo, difensore del Sestao River.

## Caratteristiche tecniche
È un terzino destro.

## Carriera
Cresciuto nelle giovanili dell'Athletic Bilbao, ha esordito con la seconda squadra il 25 agosto 2013 in occasione del match di campionato vinto 3-2 contro il Peña Sport.